# 卡斯提爾的萊昂諾爾 (1363-1416)
卡斯提爾的萊昂諾爾，本名萊昂諾爾·德·特拉斯塔馬拉（西班牙語：Leonor de Trastámara，約1363年—1416年2月27日），納瓦拉王后，卡斯提爾國王恩里克二世的女兒。

## 家庭
1375年，萊昂諾爾和納瓦拉的卡洛斯王儲（日後的卡洛斯三世）結婚，兩人共有四個女兒：
1. 胡安娜（英语：Joan of Navarre (regent)）（1382年—1413年）
2. 布蘭卡（1387年—1441年）
3. 碧翠絲（1392年—1412年）
4. 伊莎貝爾（1395年—1450年）